# Дуб звичайний (Одеса, вул. Ясна, 4)
Дуб звича́йний — ботанічна пам'ятка природи місцевого значення в Україні. Об'єкт природно-заповідного фонду Одеської області. 
Розташована в місті Одеса, вул. Ясна, 4 (у дворі дому). 
Площа — 0,02 га. Статус отриманий у 1993 році. Перебуває у віданні: ТОВ «Прімадом». 